# Yves-Marie André
Yves-Marie André, řečený Père André, (22. května 1675 Châteaulin - 25. února 1764 Caen) byl francouzský filozof, spisovatel, matematik a jezuita.

## Život a kariéra
Do jezuitského řádu vstoupil roku 1693. Sympatizoval s názory Descarta a Malebrancheho, nemohl vyučovat filozofii a bylo mu přiděleno místo profesora matematiky v Caen.

## Dílo
Rukopisy jsou uloženy v knihovně v Caen. Několik děl bylo vydáno posmrtně.
- Essai sur le Beau, 1741
- Traité sur l'homme